# Eddy Donno
Edward Donno (Philadelphia, Pennsylvania, 24 juli 1935 - Los Angeles, Californië, 19 oktober 2014) was een professioneel stuntman en acteur. Hij is het bekendst door in speelfilms en televisieseries als stuntman voor John Belushi in The Blues Brothers, Star Trek II: The Wrath of Khan, The A-Team, The Terminator en Beverly Hills Cop II.